# Gronau (Bad Vilbel)
Gronau ist ein Stadtteil von Bad Vilbel im Wetteraukreis in Hessen.

## Geografische Lage
Gronau liegt an der Nidder, die am westlichen Ortsrand von links in die Nidda mündet. Das Ortszentrum Gronaus liegt rund zweieinhalb Kilometer nordöstlich der Stadtmitte von Bad Vilbel, in einer Höhe von 115 m über NN.

## Geschichte

### Vorgeschichte
Bereits in der Jungsteinzeit siedelten hier Bandkeramiker, einige Funde weisen eine Besiedlung aus römischer Zeit nach. In der zweiten Hälfte des ersten Jahrtausends nach Christus siedelten die Franken in Gronau.

### Mittelalter
Die älteste erhaltene Erwähnung des Dorfes als Gronowe in Nitachgowe (Gronau im Niddagau) erfolgte anlässlich einer Schenkung an das Reichskloster Lorsch 786. Der Ort wurde um 1255 dem Amt Bornheimerberg zugeordnet. 1320 verpfändete König Ludwig IV. das Amt Bornheimerberg an Ulrich II. von Hanau, so dass Gronau zunächst zur Herrschaft Hanau, später zur Grafschaft Hanau-Münzenberg gehörte.
Eine Pfarrkirche bestand seit spätestens 1332. Das Patronat über die zugehörige Pfarrstelle lag zunächst beim Marienstift Lich, nach der Reformation beim Fürsten von Solms zu Lich. Kirchliche Mittelbehörde war das Archidiakonat der Peterskirche in Mainz.

### Historische Namensformen
In erhaltenen Urkunden wurde Gronau unter den folgenden Namen erwähnt (in Klammern das Jahr der Erwähnung):
- Gronowe (786)
- Guonowa (855)
- Grunouwe (1305)
- Gronauwe (1340)
- Groenaw (1385)
- Großgronau (18. Jahrhundert)

### Neuzeit
In der ersten Hälfte des 16. Jahrhunderts vollzog die Grafschaft Hanau-Münzenberg und damit auch das Dorf Gronau die Reformation zunächst nach lutherischem Vorbild. 1597 setzte Graf Philipp Ludwig II. eine zweite Reformation zugunsten der reformierten Konfession durch. Er machte vom Jus reformandi Gebrauch, seinem Recht als Landesherr, die Konfession seiner Untertanen zu bestimmen.

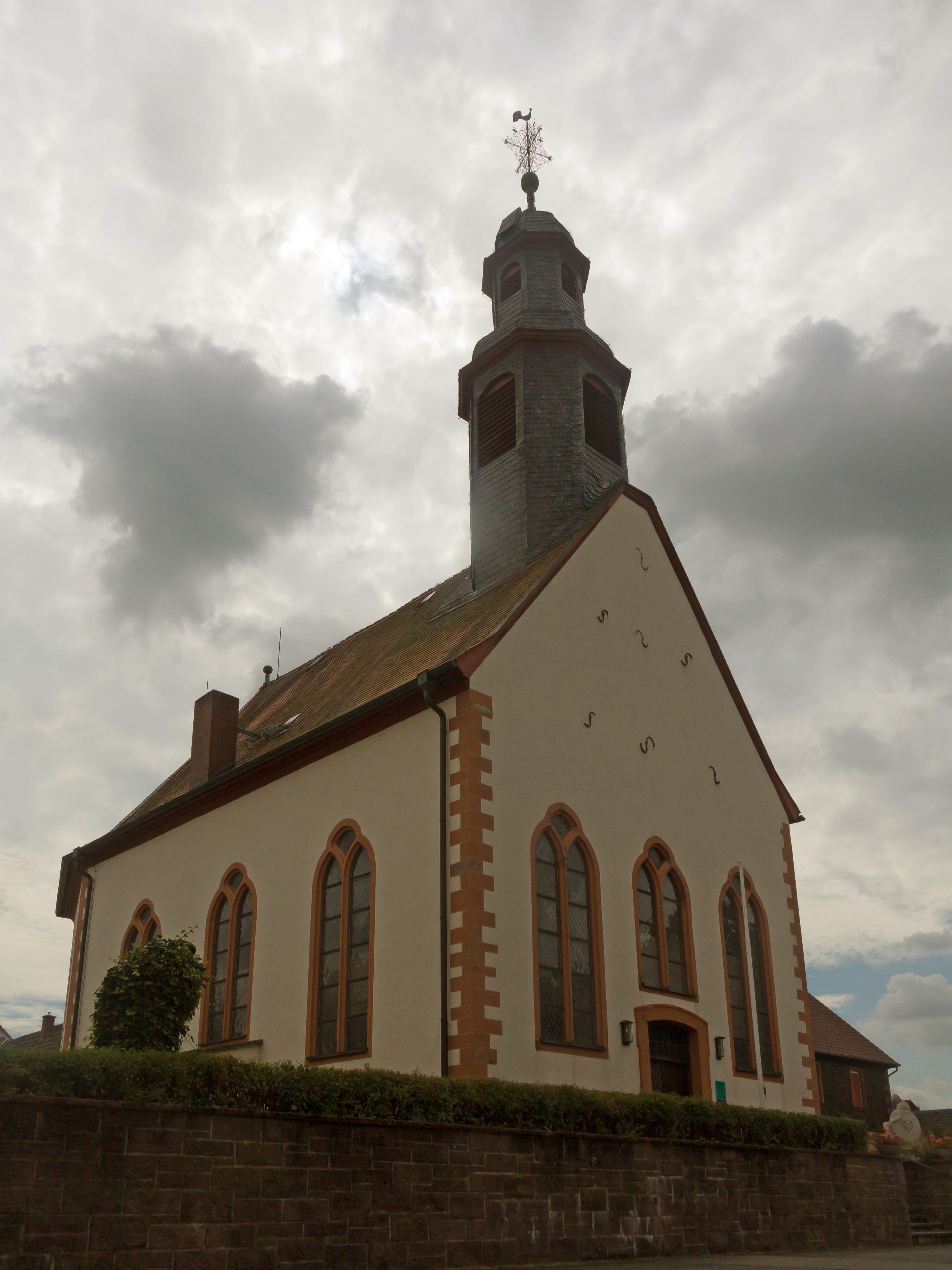
Evangelische Kirche Gronau, erbaut 1718/19

Nach dem Tod des letzten Hanauer Grafen, Johann Reinhard III., erbten die Landgrafen von Hessen-Kassel die Grafschaft Hanau-Münzenberg. Aus der Landgrafschaft Hessen-Kassel wurde 1803 das Kurfürstentum Hessen. Vorübergehend gehörte Gronau in napoleonischer Zeit zunächst 1806 bis 1810 zum Kaiserreich Frankreich, Fürstentum Hanau, Amt Bergen (früheres Amt Bornheimerberg), dann 1810 bis 1813 zum Großherzogtum Frankfurt, bevor es wieder kurhessisch wurde. Nach der Verwaltungsreform des Kurfürstentums Hessen von 1821, im Rahmen derer Kurhessen in vier Provinzen und 22 Kreise eingeteilt wurde, gehörte Gronau zum Landkreis Hanau. Das Kurfürstentum unterlag als Verbündeter Österreichs 1866 im Preußisch-Österreichischen Krieg dem Königreich Preußen. Dieses annektierte daraufhin Kurhessen und damit auch Gronau. Ab 1867 gehörte Gronau nun zur preußischen Provinz Hessen-Nassau, dem Regierungsbezirk Kassel, verblieb aber im Landkreis Hanau.
Am 1. Juli 1971 wurde die bis dahin selbständige Gemeinde Gronau im Zuge der Gebietsreform in Hessen auf freiwilliger Basis nach Bad Vilbel eingemeindet. Es gehörte damit zunächst zum Landkreis Friedberg, ab dem 1. August 1972 zum Wetteraukreis.
Für Gronau wurde ein Ortsbezirk mit Ortsbeirat und Ortsvorsteher nach der Hessischen Gemeindeordnung eingerichtet.

### Einwohnerentwicklung
Quelle: Historisches Ortslexikon
- 1632: 28 Haushaltungen
- 1663: 325 Einwohner in 45 Häusern
- 1753: 35 Haushaltungen mit 164 Personen
- 1812: 50 Feuerstellen, 309 Seelen

| Gronau: Einwohnerzahlen von 1812 bis 2020 | Gronau: Einwohnerzahlen von 1812 bis 2020 | Gronau: Einwohnerzahlen von 1812 bis 2020 | Gronau: Einwohnerzahlen von 1812 bis 2020 | Gronau: Einwohnerzahlen von 1812 bis 2020 |
| --- | ----------------------------------------- | ----------------------------------------- | ----------------------------------------- | ----------------------------------------- |
| Jahr |                                           |                                           |                                           | Einwohner                                 |
| 1812 | 1812                                      |                                           | 309                                       | 309                                       |
| 1834 | 1834                                      |                                           | 367                                       | 367                                       |
| 1840 | 1840                                      |                                           | 349                                       | 349                                       |
| 1846 | 1846                                      |                                           | 379                                       | 379                                       |
| 1852 | 1852                                      |                                           | 432                                       | 432                                       |
| 1858 | 1858                                      |                                           | 400                                       | 400                                       |
| 1864 | 1864                                      |                                           | 407                                       | 407                                       |
| 1871 | 1871                                      |                                           | 357                                       | 357                                       |
| 1875 | 1875                                      |                                           | 365                                       | 365                                       |
| 1885 | 1885                                      |                                           | 410                                       | 410                                       |
| 1895 | 1895                                      |                                           | 425                                       | 425                                       |
| 1905 | 1905                                      |                                           | 514                                       | 514                                       |
| 1910 | 1910                                      |                                           | 475                                       | 475                                       |
| 1925 | 1925                                      |                                           | 528                                       | 528                                       |
| 1939 | 1939                                      |                                           | 534                                       | 534                                       |
| 1946 | 1946                                      |                                           | 750                                       | 750                                       |
| 1950 | 1950                                      |                                           | 812                                       | 812                                       |
| 1956 | 1956                                      |                                           | 786                                       | 786                                       |
| 1961 | 1961                                      |                                           | 802                                       | 802                                       |
| 1967 | 1967                                      |                                           | 900                                       | 900                                       |
| 1970 | 1970                                      |                                           | 1.261                                     | 1.261                                     |
| 1980 | 1980                                      |                                           | ?                                         | ?                                         |
| 1990 | 1990                                      |                                           | ?                                         | ?                                         |
| 2000 | 2000                                      |                                           | ?                                         | ?                                         |
| 2011 | 2011                                      |                                           | 2.418                                     | 2.418                                     |
| 2015 | 2015                                      |                                           | 2.762                                     | 2.762                                     |
| 2020 | 2020                                      |                                           | 2.747                                     | 2.747                                     |
| Datenquelle: Historisches Gemeindeverzeichnis für Hessen: Die Bevölkerung der Gemeinden 1834 bis 1967. Wiesbaden: Hessisches Statistisches Landesamt, 1968. Weitere Quellen: ; nach 1970: Stadt Bad Vilbel; Zensus 2011 |                                           |                                           |                                           |                                           |

### Religionszugehörigkeit
Quelle: Historisches Ortslexikon
| • 1885: | 362 evangelische (= 98,37 %), 6 katholische (= 1,63 %) Einwohner    |
| • 1961: | 581 evangelische (= 72,44 %), 201 katholische (= 25,06 %) Einwohner |

## Politik

### Ortsbeirat
| Diagrammdarstellung von Wahlergebnis und Sitzverteilung                                                                                                 | Diagrammdarstellung von Wahlergebnis und Sitzverteilung                                         |
| --- | ----------------------------------------------------------------------------------------------- |
| Ortsbeiratswahl Gronau 2021Wahlbeteiligung: 53,9 % 6050403020100 49,8 % (−1,3 %p)22,6 % (+5,0 %p)21,3 % (+3,1 %p)6,4 % (−6,7 %p) CDUSPDGrüneFDP20162021 | Sitzverteilung im Ortsbeirat Gronau 2021Insgesamt 9 Sitze - SPD: 2 - Grüne: 2 - CDU: 4 - FDP: 1 |

Der Ortsvorsteher ist Lukas Worel (CDU).
| Kommunalwahlen Ortsbeirat Gronau | Kommunalwahlen Ortsbeirat Gronau            | % 2021 | % 2016 | % 2011 | % 2006 | % 2001 |
| CDU                              | Christlich Demokratische Union Deutschlands | 49,8   | 51,0   | 51,6   | 60,37  | 61,3   |
| SPD                              | Sozialdemokratische Partei Deutschlands     | 22,6   | 17,6   | 34,5   | 28,07  | 25,0   |
| Grüne                            | Bündnis 90/Die Grünen                       | 21,3   | 18,2   | –      | –      | –      |
| FDP                              | Freie Demokratische Partei                  | 6,4    | 13,1   | 13,9   | 11,56  | 13,9   |

### Wappen
Auf dem Wappen sind zwei Flüsse abgebildet, die Nidder und die Nidda. Beide fließen in Gronau zusammen und unter dem Namen Nidda weiter bis zur Mündung in den Main in Frankfurt-Höchst.

## Vereine
- SV-Gronau e. V. – Fußball, Volleyball, Freizeit-Karate, Kinderturnen und Gesundheitssport (gegründet 1974)
- Rassegeflügelzuchtverein 1921 Gronau
- Freiwillige Feuerwehr Gronau (gegründet 1929)
- Angelsportverein Frühauf Gronau 32/82 e. V. (gegründet 1932)
- Gronauer Kerbeburschen (gegründet 1966)
- Kleingartenverein Bad Vilbel-Gronau e. V. (gegründet 1980)
- Tennisclub TC 84 Gronau e. V. (gegründet 1984)
- Förder- und Betreuungsverein der Stadtschule Gronau e. V.
- Bogensportclub Gronau e. V.

## Persönlichkeiten
In Gronau geboren
- Willibald Hamburger (1884–1965), Architekt, Politiker und Maler

Mit Gronau verbunden
- Herbert Heckmann (1930–1999), Schriftsteller, Essayist, Herausgeber; 1984–1996 Präsident der Deutschen Akademie für Sprache und Dichtung, schrieb u. a. Benjamin und seine Väter, Der kleine Fritz, Hessisch auf Deutsch.